# Sortes Sanctorum
Quella delle Sortes Sanctorum («lotti» o «sorte dei santi»), oppure Sortes Apostolorum («sorte degli apostoli»), era una pratica tardoantica e altomedievale con cui in ambito cristiano si effettuavano predizioni di carattere divinatorio estraendo a sorte dei numeri o delle lettere dai Salmi, oppure aprendo a caso una pagina di un testo sacro in cui si sperava di trovare la risposta ad un proprio interrogativo.

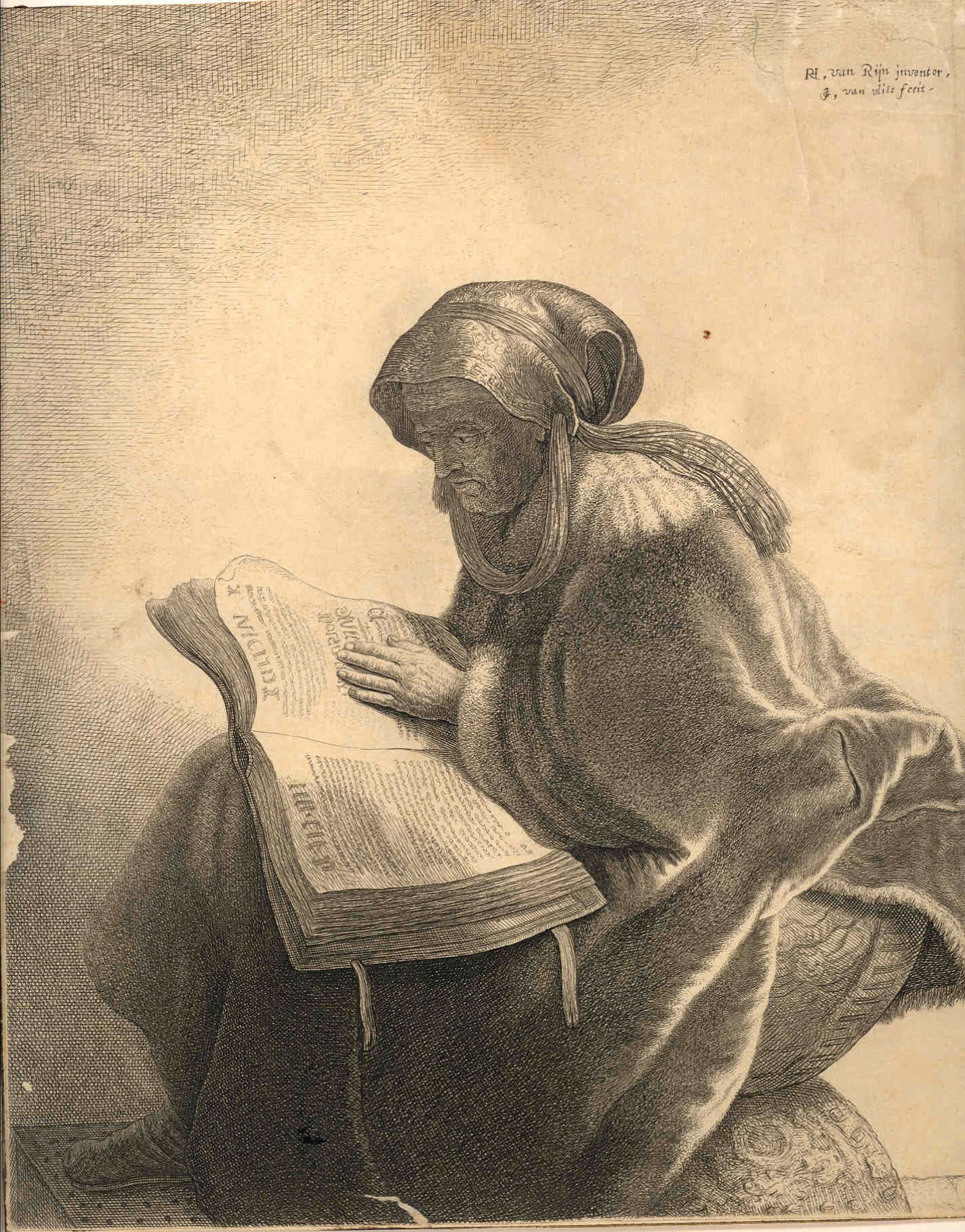
La profetessa Anna che consulta la Bibbia (incisione di Jan Joris Van Vliet su disegno di Rembrandt, 1631)

Si trattava di una forma di bibliomanzia, o al limite di sticomanzia, dato che secondo studi recenti le Sortes Sanctorum sarebbero consistite in una tecnica leggermente diversa da quella dell'uso della Bibbia, per la quale invece valeva più appropriatamente la denominazione di Sortes Biblicae.

## Storia
La pratica deriva da un adattamento delle Sortes degli antichi romani, termine che significa «lotti», con cui si indicavano piccole tavolette simili a gettoni, posti in un secchio e poi estratti a sorte, oppure lanciati come fossero dadi, per trarne auspicia («predizioni»). Tali lotti potevano portare iscritti dei versi di Omero o di Virgilio (sortes homericae, o sortes virgilianae), oppure erano gli stessi poemi di costoro ad essere consultati a caso.
Successivamente i primi cristiani vi sostituirono la Bibbia come libro da consultare a scopi divinatori.
Talora sorse anche l'abitudine di recarsi in chiesa ad ascoltare le prime parole delle Scritture che venivano cantate appena entrati, come mezzo casuale per predire il futuro o la volontà divina, sulla falsariga della tipologia di divinazione ebraica chiamata Bath Kol. In genere tuttavia le Sortes consistevano nell'aprire casualmente le Sacre Scritture e leggere le prime parole a portata di mano, interpretando le quali il ricercatore prediceva il destino.
Questa pratica poteva essere un evento pubblico, a volte accompagnato da cerimonie: ad esempio l'imperatore Eraclio nel 625 ordinò tre giorni di digiuno pubblico prima di una consultazione biblica, circa l'opportunità di avanzare o ritirarsi contro i Persiani, e interpretando il testo estratto a sorte come un'istruzione divina decise che avrebbe fatto stazionare l'esercito in Albania per quell'inverno.
Si trattava di una pratica mantica spesso condannata dalla Chiesa sin dal V secolo, in particolare nei concili di Vannes (461 d.C., canone 16), e di Agde (506 d.C., canone 42), sebbene capace di sopravvivere a lungo, e fosse talora utilizzata dagli stessi sacerdoti, tra gli altri da sant'Agostino d'Ippona.
La conversione di quest'ultimo al cristianesimo, per giunta, sarebbe stata propiziata dalle parole casuali di un bambino («prendi e leggi») che lo invitavano ad aprire un testo della Bibbia, in cui la prima frase che gli capitò sott'occhio era un passo della Lettera ai Romani di San Paolo. Anche San Francesco d'Assisi utilizzò questa tecnica, ad esempio per sapere se avesse dovuto rinunciare ai libri per vivere in povertà.
Studi più recenti sostengono che la denominazione di Sortes Sanctorum in origine si riferisse specificamente alla pratica di scrivere i nomi dei santi su lotti o tavolette, che poi venivano estratti a sorte al fine di prendere una decisione, come testimonierebbe una collezione canonica del X o XI secolo nota come Collezione in cinque libri.
Un'altra ipotesi, più radicale, sostiene che l'espressione Sortes sanctorum non si riferisse «né alla divinazione del lotto biblico né a nessun genere di divinazione», ma fosse semplicemente il titolo di un testo specifico, ancora circolante in numerosi manoscritti medievali.